# کاستانیوله پیمونت
کاستانیوله پیمونت (به ایتالیایی: Castagnole Piemonte) یک کومونه در ایتالیا است که در استان تورین واقع شده‌است.

## خصوصیات
کاستانیوله پیمونت ۱۷٫۳ کیلومترمربع مساحت و ۲٬۱۹۷ نفر جمعیت دارد و ۲۴۴ متر بالاتر از سطح دریا واقع شده‌است.